# Kapelle St. Cornelius (Neuss)

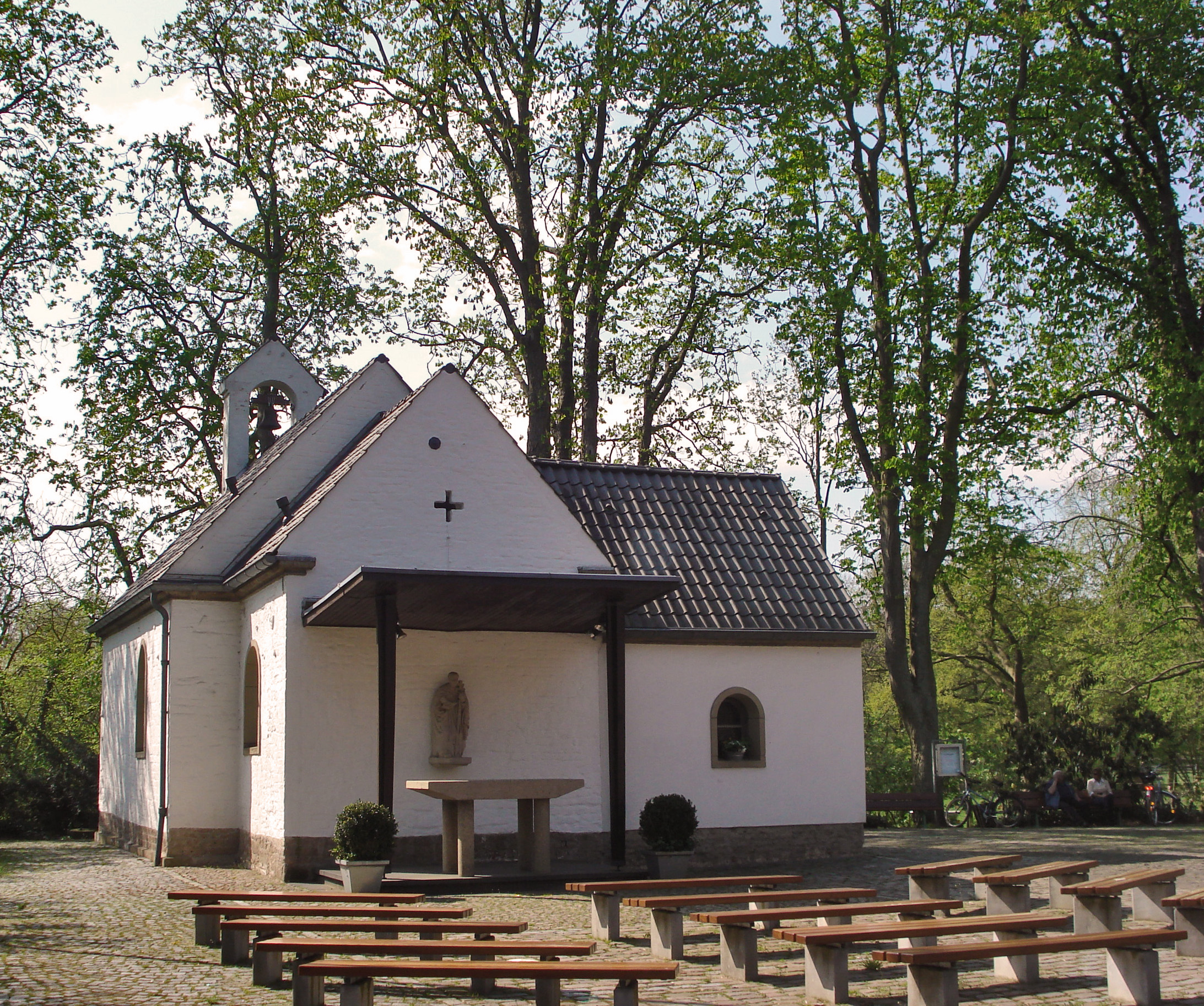
Cornelius-Kapelle

Die Kapelle St. Cornelius ist eine römisch-katholische Kapelle im Ortsteil Selikum von Neuss. Der erste schriftliche Nachweis stammt aus dem Jahr 1573, archäologische Funde lassen eine Entstehung der Kapelle im 13. Jahrhundert im Zusammenhang mit dem befestigten Rittersitz Selikum vermuten. Möglicherweise war die Kapelle daher ursprünglich eine Eigenkirche der ritterlichen Familie von Selincheim. Seit 1628 wurde die Corneliuswallfahrt von Jesuiten betreut. Nach schweren Beschädigungen während des Zweiten Weltkrieges wurde die Kapelle 1950 in rundbogigen Heimatschutz-Formen wiederhergestellt.
Von der Innenstadt führt ein Pilgerpfad entlang der Obererft zur Kapelle.